# Charles-Marie Courboin
Charles-Marie Courboin (* 2. April 1884 in Antwerpen, Belgien; † 13. April 1973 in New York City) war ein US-amerikanischer Organist belgischer Herkunft.

## Leben
Courbains musikalische Begabung wurde in seiner frühen Kindheit entdeckt. Bereits zwölfjährig führte er eigene Kompositionen bei der Messe in der Onze-Lieve-Vrouwekathedraal auf. Achtzehnjährig schloss er sein Studium bei Alphonse Mailly am Königlichen Konservatorium Brüssel mit Auszeichnung ab und wurde Organist der Kathedrale. 1904 wanderte er in die USA aus und wurde Organist an der St. Paul's Church in Oswego. Zahlreiche Rezitals brachten ihm dort einen Ruf als exzellenter Orgelvirtuose.
1915 wurde er Organist an der First Baptist Church in Syracuse. Daneben erhielt er eine Stelle als städtischer Organist in Springfield/Massachusetts. 1921 wechselte er an die Presbyterian Church in Scranton, Pennsylvania, vor allem, weil von dort aus seine Reisen zu Konzerten in New York und im Warenhaus Wanamker's in Philadelphia (an der berühmten Wanamaker-Orgel) leichter zu realisieren waren. Ab 1928 war er Zweiter Organist an der St. Patrick’s Cathedral in New York. Ab 1948 bis zu seiner Pensionierung 1968 hatte er hier als Nachfolger von Pietro Yon die Stelle als Musikdirektor und Organist inne. Auf ihn geht die Erweiterung um die Streicher- sowie die Orchesterregister sowohl der Wanamaker-Orgel als auch der Kimballorgel in der St. Patrick’s Cathedral zurück.
Bei zahlreichen Konzertreisen erwarb sich Courboin ab den 1920er Jahren den Ruf eines der bedeutendsten Orgelvirtuosen seiner Zeit. Häufig arbeitete er mit anderen Organisten wie  Joseph Jongen, Marcel Dupré und Pietro Yon zusammen. Aufnahmen spielte er u. a. beim Label Victor Red Seal ein. Courboin war auch als Orgellehrer am Peabody Institute aktiv. Unter anderem waren Claire Coci, Virgil Fox, Richard Purvis und Frederick Swann seine Schüler.